# Sójkowiec białoczuby
Sójkowiec białoczuby (Garrulax leucolophus) – gatunek średniej wielkości ptaka z rodziny pekińczyków (Leiotrichidae). Występuje w południowej i południowo-wschodniej Azji. Nie jest zagrożony.

## Systematyka
Takson ten bywał często łączony w jeden gatunek z sójkowcem białogłowym (G. bicolor). Wyróżniono cztery podgatunki G. leucolophus.

## Zasięg występowania
Sójkowiec białoczuby zamieszkuje w zależności od podgatunku:
- sójkowiec białoczuby[4] (Garrulax leucolophus leucolophus) – Himalaje i południowo-wschodni Tybet;
- Garrulax leucolophus patkaicus – północno-wschodnie Indie, zachodnia Mjanma i zachodni Junnan (południowe Chiny);
- Garrulax leucolophus belangeri – środkowa Mjanma do południowo-zachodniej Tajlandii;
- sójkowiec rdzawogrzbiety[4] (Garrulax leucolophus diardi) – wschodnia Mjanma i południowe Chiny do Indochin.

## Morfologia
RozmiaryDługość ciała 26–31 cm; masa ciała 108–131 g. Obie płcie są do siebie podobne, choć samce mogą być z wierzchu bardziej jasnorude.

## Ekologia i zachowanie
ŚrodowiskoZarośla bambusowe, krzaki i poszycie lasów w południowej i południowo-wschodniej Azji, od Himalajów do południowych Chin i Indochin, do wysokości 2135 m n.p.m.
RozmnażanieBuduje z suchych liści i mchu dobrze ukryte, kopulaste gniazdo z bocznym wejściem. 3–6 niebieskich jaj jest wysiadywanych przez 13–26 dni. Młode opierzają się po 13–16 dniach.
PożywienieOwady, jagody, nasiona.

## Status
IUCN uznaje sójkowca białoczubego za gatunek najmniejszej troski (LC, Least Concern). Liczebność populacji nie została oszacowana, ale ptak ten opisywany jest jako zazwyczaj pospolity. Trend liczebności populacji uznawany jest za spadkowy.